# Aleuroclava multituberculata
Aleuroclava multituberculata là một loài côn trùng cánh nửa trong họ Aleyrodidae, phân họ Aleyrodinae.
Aleuroclava multituberculata được Sundararaj & David miêu tả khoa học đầu tiên năm 1993.